# Hohle Berg (Bad Salzungen)
Der Hohle Berg ist ein 366,6 m hoher Berg am nördlichen Stadtrand von Bad Salzungen im Wartburgkreis in Thüringen.
Der Hohle Berg befindet sich im Salzunger Werrabergland zwischen dem Moorgrund und dem Werratal. Der Berg gehört anteilig zur Gemarkung Kloster und Witzelroda. 
Der Name des Berges verweist auf die an der Ostseite des Berges betriebenen Steinbrüche, die in der Jahrhunderte andauernden Nutzung zahlreiche Abbaugruben und Halden hinterließen. Bereits im Hochmittelalter wurden vom Grundeigentümer, dem Kloster Allendorf, an den Steilhängen des Berges terrassenartig gestaltete Felder angelegt. Auch heute wird der nördliche Berghang noch landwirtschaftlich genutzt. 
Die ehemalige Kreismülldeponie „Am Hohleberg“ entstand bereits in der DDR-Zeit für den Hausmüll der Kreisstadt Bad Salzungen und angrenzender Orte. Nach der Wende wurde das Gelände noch wenige Jahre nach modernen Standards als Deponieanlage betrieben. Nach der Verwahrung und Rekultivierung wurde auf dem Gelände eine Photovoltaikanlage errichtet, die im Endausbau bis zu 630 Haushalte mit Energie versorgen soll.